# 노재욱 (프로게이머)
노재욱(魯宰旭, 1986년 8월 19일 ~ )은 대한민국의 워크래프트 III 프로게이머이다. 아이디 Lucifer로 유명하며,  사용하는 종족은 언데드이다. 프로스트웜 유닛을 즐겨 사용하며, 창의적인 플레이와 상대방의 허를 찌르는 플레이 스타일로 '대마왕', '로재욱동무'라는 별명을 얻었다. MBC GAME의 Warcraft III World War등 수많은 프로리그에 참가했고, 덴마크 MYM 게임단 소속으로 NGL ONE에서 세 번, WC3L에서 한 번 우승하는 등 전성기를 보냈다. 2009년 3월 군입대 문제로 사실상 은퇴를 결정하였으며, 동년 4월 14일 입대하였고, 2011년 2월에 제대하였다.  제대 후 2011년 3월 4일 중국 Tyloo 팀과 계약하여 활동하기도 했다.
이후 Tyloo에서 나오고 현재는 아마추어팀 IAM으로 활동 중이다.

## 주요 수상 경력

### 개인
- WEG 2005 시즌3 3위
- ESWC 워크래프트 3 부문 그랜드 파이널 우승
- 경인방송 챔피언십 8강
- 전국 사이버체전(CNGL) War3 Frozen Throne 1위
- XP Special League 3위
- WEG III Cj Grand Final 3위
- MIL 2위
- ESWC 2006 1위
- Lenovo IEST 2006 3위
- 2007 Intel Extreme Masters L.A. 2위
- 2007 E-stars 서울 2007 3위
- 2007 네오스타 리그 3위
- 2007 제2회 Kespa컵 워크래프트3 부문 준우승
- 2007 Dreamhack S07 2위
- 나이스게임TV 워크래프트3 리그 올스타전 3위
- IEF 2011 4위
- IEF 2012 4위

### 팀 단위
- 2004 Suma 온게임넷 워크래프트3 팀리그 3위(한빛 스타즈, 현 웅진 스타즈)
- 2006 Trans-Athlantic Showdown 2:2 우승(with MYM]Moon)
- 2006 NGL Season1 우승 (MYM)
- 2006 WC3L Season9 우승 (MYM)
- 2007 WC3L Season10 준우승 (MYM)
- 2007 NGL Season2 준우승 (MYM)
- 2007 WC3L Season11 3위 (MYM)
- 2007 NGL Season3 우승 (MYM)
- 2007 WC3L Season12 준우승 (MYM)
- 2008 NGL Season4 우승 (MYM)
- 2008 WC3L Season13 우승 (MYM)